# Nicoline Sørensen
Nicoline Sørensen (Måløv, 1997. augusztus 15. –) Európa-bajnoki ezüstérmes dán női válogatott labdarúgó, a Brøndby IF csatára.

## Pályafutása
A labdarúgással Ballerupban, Måløvben ismerkedett meg. A BSF-nél töltött időszak után figyelt fel rá a Dán labdarúgó-szövetség és 2012-ben, 15 évesen már magára ölthette a dán korosztályos válogatott mezét.

### Klubcsapatban
2013-ban Malmőbe, az FC Rosengård keretéhez csatlakozott, ahol ugyan 10 mérkőzésen gól nélkül zárta a szezont, csapatával bajnoki címet szerzett.
Következő évében már a fővárosi Brøndby-nél 57 meccset játszott, melyeken 19 találatot szerzett. Két dán bajnoki trófea után újra Svédországban, a Linköpingnél próbált szerencsét.
2018-ban visszatért a Brøndby-hez.

### A válogatottban
2016. október 22-én mutatkozhatott be a felnőtt válogatottban, Izland ellen a 46. percben Nanna Christiansen cseréjeként léphetett pályára. A 2017-es Európa-bajnokságon ezüstérmet szerzett Dániával.

## Statisztikái
| Sorozat              | Dátum      | Helyszín                    | Ellenfél     | Gól | Eredmény | Forrás |
| -------------------- | ---------- | --------------------------- | ------------ | --- | -------- | ------ |
| 2017-es Algarve-kupa | 2017–03–06 | Vila Real de Santo António  | Oroszország  | 1   | 6–1      | [ 4 ]  |
| 2019-es vb-selejtező | 2017–09–19 | Alcufer stadion, Gyirmót    | Magyarország | 1   | 1–6      | [ 5 ]  |
| 2018-as Algarve-kupa | 2018–03–07 | Vila Real de Santo António  | Izland       | 1   | 5–6      | [ 6 ]  |
| 2021-es Eb-selejtező | 2019–08–29 | Energi Viborg Arena, Viborg | Málta        | 1   | 8–0      | [ 7 ]  |
| 2021-es Eb-selejtező | 2019–10–08 | Tbiliszi                    | Grúzia       | 1   | 0–2      | [ 8 ]  |
| 2021-es Eb-selejtező | 2019–11–12 | Energi Viborg Arena, Viborg | Grúzia       | 2   | 14–0     | [ 9 ]  |

## Sikerei, díjai

### Klubcsapatokban
Dán bajnok (2):
- Brøndby IF (2): 2016-17, 2018-19

 Dán kupagyőztes (1):
- Brøndby IF (1): 2016-17

 Svéd bajnok (3):
- FC Rosengård (2): 2013, 2014
- Linköping (1): 2017

 Svéd szuperkupa-győztes (1):
- FC Rosengård (1): 2015

### A válogatottban
Dánia
- Európa-bajnoki ezüstérmes: 2017